# Harry Judd
Harry Mark Christopher Judd (Chelmsford, 23 dicembre 1985) è un musicista britannico. È principalmente conosciuto per essere il batterista del gruppo pop McFly.

## Biografia

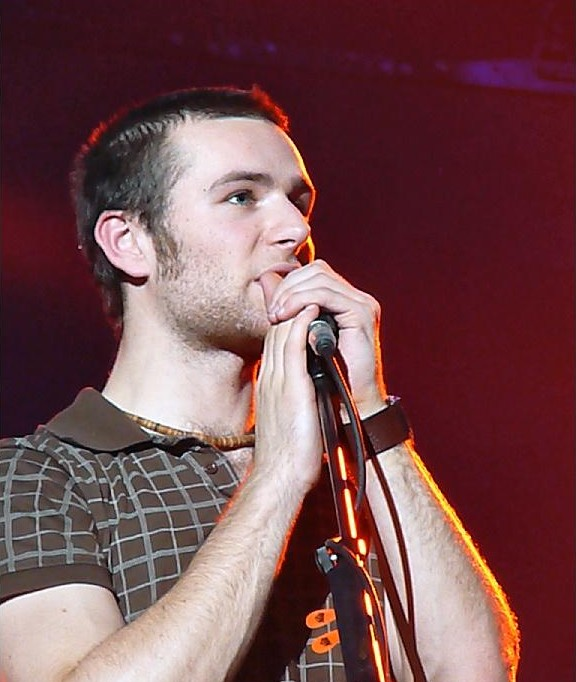
Harry Judd nel 2007

Harry Judd nacque a Chelmsford, nell'Essex, da Christopher Judd ed Emma Williams. Ha un fratello ed una sorella maggiori.
Frequentò la Uppingham School, dove fu un membro della casata Fircroft, e si distinse nello sport del cricket, che decise però di lasciare per dedicarsi alla musica.

## Carriera

### McFly (2003-2013 e 2015-presente)
Nel 2003, partecipò ad un'audizione, che gli permise di diventare il batterista del gruppo pop McFly. Fu in quest'epoca che abbandonò la scuola per dedicarsi completamente alla musica.
Con i McFly, vinse numerosi premi, tra cui un Guinness World Record, pubblicò cinque album e girò un cortometraggio chiamato Nowhere Left to Run. Nel 2006 partecipò inoltre, insieme al resto della band, al film di Hollywood Baciati dalla Sfortuna con Lindsay Lohan.
Dopo una lunga pausa senza pubblicare nuovo materiale, i McFly ripresero a pubblicare canzoni inedite nell'autunno del 2019.

### McBusted (2013-2015)
Tra il 2013 ed il 2015, si unì insieme agli altri membri dei McFly nel "supergruppo" McBusted, di cui facevano parte anche i membri dei Busted James Bourne e Matt Willis. Con i McBusted, partecipò a due tour e pubblicò un album.

## Strictly Come Dancing
Nel 2011, Judd partecipò come concorrente al programma di ballo  Strictly Come Dancing (Ballando con le Stelle), al fianco della professionista Aliona Vilani. La coppia si distinse per tutta la durata del programma, e durante la finale, Judd fu proclamato vincitore.

## Vita privata
Il 21 dicembre 2012 sposò la violinista Brittany "Izzy" Johnston, conosciuta nel Regno Unito anche per essere stata una finalista della seconda edizione di Britain's Got Talent nel 2008 insieme al suo gruppo di archi, Escala.
La coppia ha due figli.